# Franciszka Rzymianka
Św. Franciszka Rzymianka, Franciszka z Rzymu (ur. 1384 w Parione k. Rzymu, zm. 9 marca 1440 w Rzymie) – włoska mistyczka, święta Kościoła katolickiego.

## Życiorys
Urodziła się w patrycjuszowskiej rodzinie Bussa de Leoni. Pragnęła wstąpić do zakonu, ale w młodym wieku wydano ją za Wawrzyńca di Ponziani. Zamieszkała w jego pałacu w Rzymie. Małżeństwo to miało troje dzieci, lecz syn Ewangelista odszedł z tej ziemi w siódmym roku życia; a jedyna córka Agnieszka – w szóstym roku. Franciszka zasłynęła z dobroczynności. Podczas wojny króla Neapolu z papieżem zrabowano jej pałac, a męża i syna skazano na wygnanie. W latach 1413–1414 podczas epidemii w Rzymie usługiwała zarażonym. Po powrocie męża skłoniła go do złożenia ślubu czystości. Od tej pory jeszcze gorliwiej poświęciła się modlitwie i służbie ubogim. Wkrótce znalazło się grono naśladowczyń i w 1425 r. powstało stowarzyszenie Oblatek Benedyktynek z Góry Oliwnej. Zostało ono zatwierdzone w 1433 r. przez papieża Marcina V. Franciszka zamieszkała przy kościele Santa Maria Nova (obecnie Santa Francesca Romana) przy Forum Romanum. Została obdarzona darem wizji, ekstaz, zmysłem proroczym i mocą uzdrawiania. Często widziała swojego Anioła Stróża.

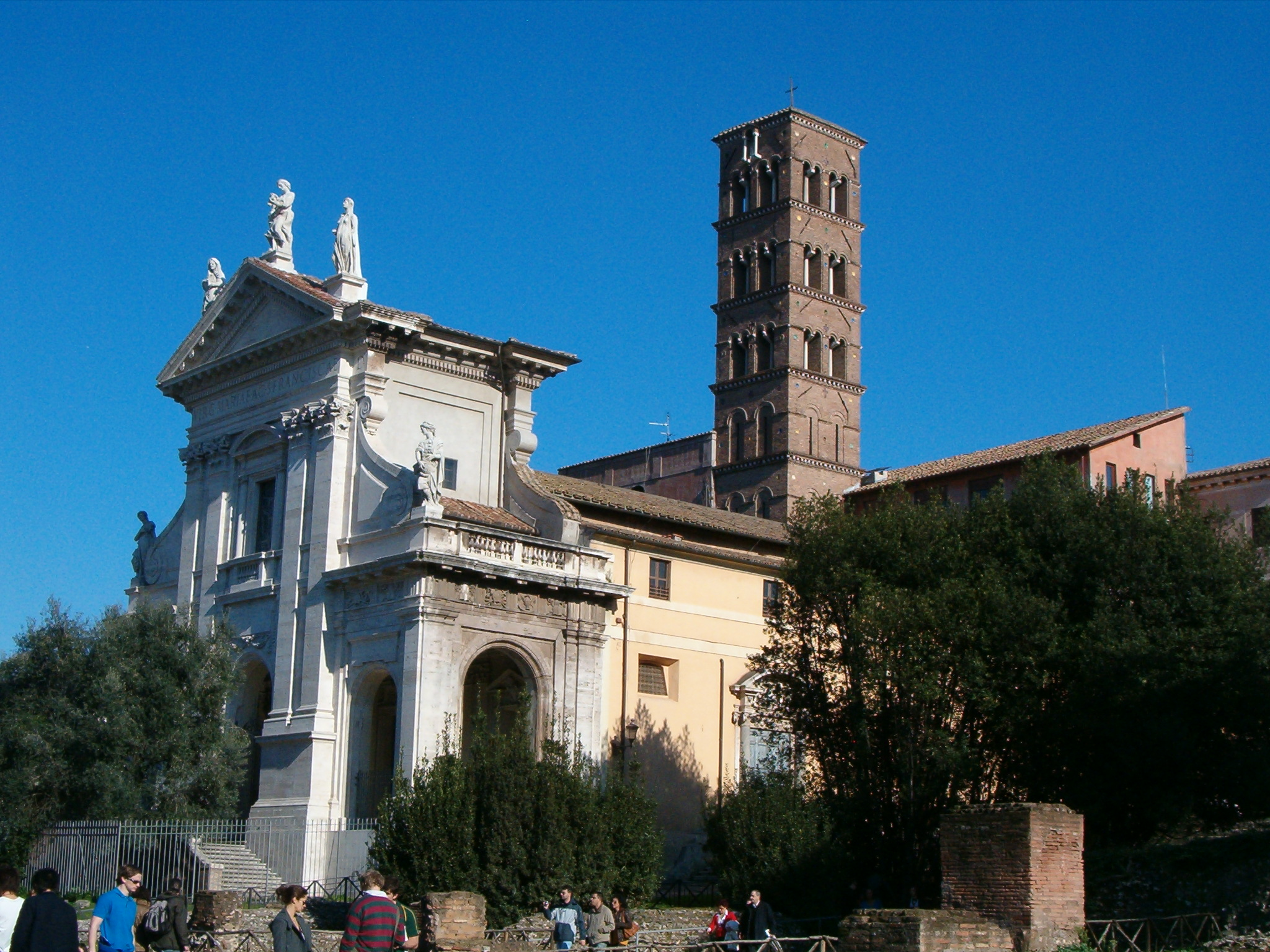
Bazylika św. Franciszki Rzymianki przy Forum Romanum w Rzymie

Relikwie Franciszki Rzymianki złożono w kościele Santa Maria Nuova, który obecnie nosi imię świętej (wł. Basilica di Santa Francesca Romana).
Została kanonizowana przez papieża Pawła V w 1609 roku.
Jest patronką Rzymu, oblatów benedyktyńskich, kobiet i od 1925 roku, obok św. Krzysztofa kierowców.
W ikonografii przedstawiana jest w czarnej sukni i białym welonie z towarzyszącym jej Aniołem. Przedstawia się ją również z koszem chleba lub wiązką drewna dla ubogich, jak również klęczącą przed monstrancją, promienie z Hostii dotykają jej serca.
Jej atrybutami są: osioł – symbol pracowitości i wytrwałości oraz otwarta Księga Psalmów na tekście 73,23: „Lecz ja zawsze będę z Tobą, Tyś ujął moją prawicę”.
Wspomnienie liturgiczne obchodzone jest w Kościele katolickim w dies natalis (9 marca) i ma rangę wspomnienia dowolnego.